# Nicolas Clausse de Marchaumont
Nicolas Clausse de Marchaumont (né vers 1545 - mort le 12 septembre 1573) est un ecclésiastique qui fut évêque de Châlons de 1571 à 1573.

## Biographie
Nicolas Clausse de Marchamont est le 3e fils de Côme Clausse et de Marie la sœur de l'évêque Jérôme Burgensis. En 1571 ce dernier résigne en sa faveur son siège épiscopal et Nicolas lui succède. Il est consacré par le cardinal Charles de Lorraine-Guise. Il décède à l'âge de 28 ans après un épiscopat d'un an cinq mois et 15 jours. L'évêché de Châlons est alors transmis à son frère cadet Côme Clausse de Marchaumont comme un véritable patrimoine familial .